# Michael Picken
Michael Picken (ur. 8 października 1954) – australijski judoka. Olimpijczyk z Moskwy 1980, gdzie zajął siódme miejsce w wadze lekkiej.
Uczestnik mistrzostw świata w 1979. Złoty medalista mistrzostw Oceanii w 1977. Mistrz Australii w latach 1978-1980.

## Letnie Igrzyska Olimpijskie 1980
| Konkurencja | Eliminacje         | Repasaże                | Repasaże               | Klas. końcowa |
| Konkurencja | Przeciwnik I       | Przeciwnik I            | Przeciwnik II          | Miejsce       |
| ----------- | ------------------ | ----------------------- | ---------------------- | ------------- |
| 71 kg       | Neil Adams (GBR) P | Maurice Nkandem (CMR) Z | Edward Alkśnin (POL) P | 7.            |